# 沙马利耶尔
沙马利耶尔（法語：Chamalières，法語發音：[ʃamaljɛʁ]），法国中南部城市，奥弗涅-罗讷-阿尔卑斯大区多姆山省的一个市镇，隶属于克莱蒙费朗区以及克莱蒙奥弗涅都会区，其市镇面积为3.77平方公里，2022年1月1日时人口数量为17,591人，是该省人口第四多的市镇，在法国城市中排名第550位。
沙马利耶尔位于多姆山省中部，省会克莱蒙费朗市区西侧，是克莱蒙费朗的一个重要近郊卫星城，两地间的城市街区紧密相邻。法国政治家雷诺·加缪出生于该市，法国前总统瓦莱里·吉斯卡尔·德斯坦曾于1967至1974年间担任该市市长职务。

## 地名来源
“沙马利耶尔”一名来源于奥弗涅墨丘利神庙，该神庙距离沙马利耶尔市区以西大约30公里，现已不存，其起源尚有待考证。沙马利耶尔对应的拉丁语及奥克语名称分别为Cadmillus和Chamalièras。
该地在中文谷歌地图以及部分网站中被误译为“沙马利埃”，此名称为地图从Wikidata上抓取的中文维基早期机翻误译，而“沙马利耶尔”一名已修正，符合法汉译音规则；此条目名曾被用户移至“沙马列尔”，部分网站采用了此译名。

## 历史

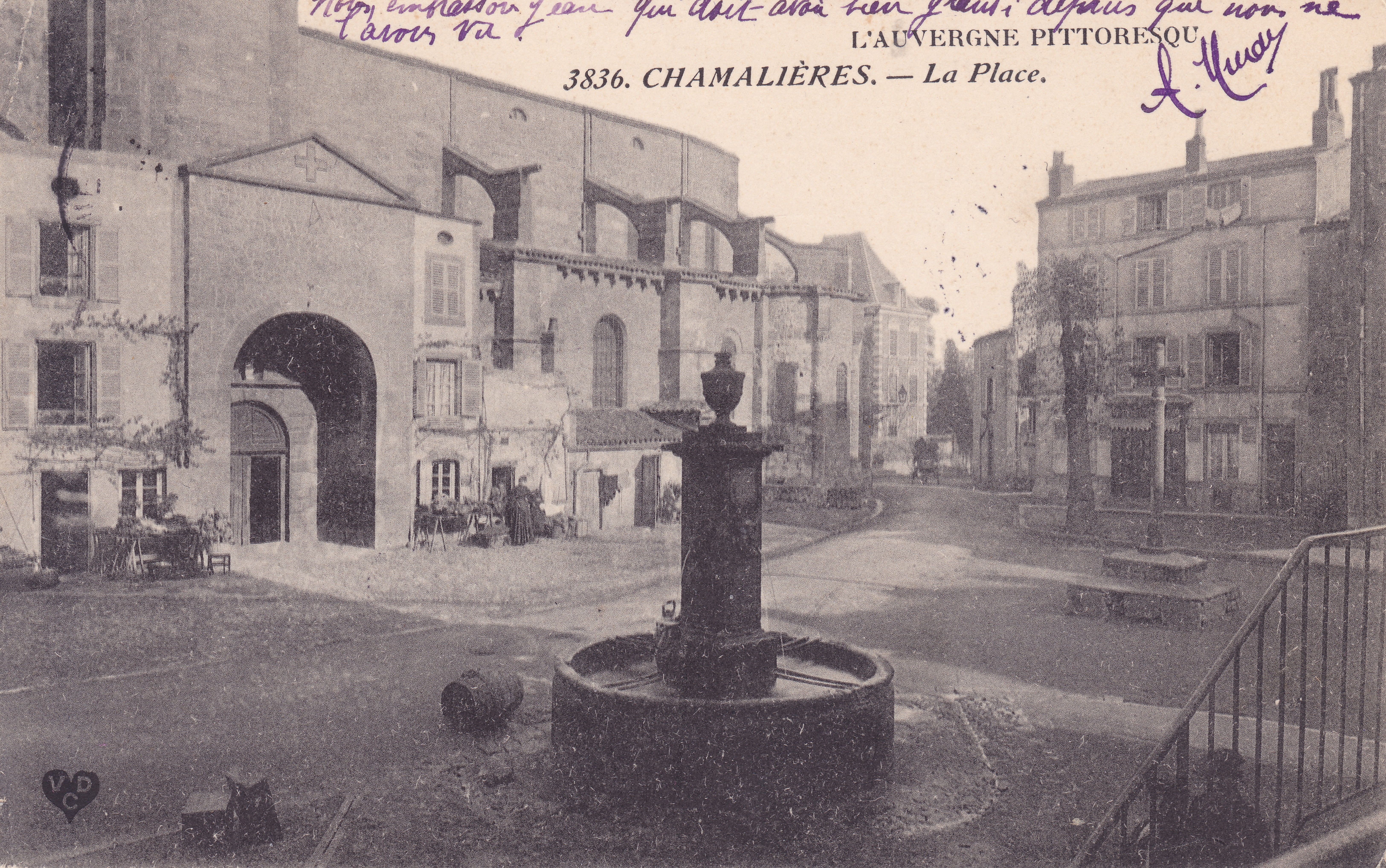
19世纪末的沙马利耶尔镇中心

根据当地官方网站的论述，沙马利耶尔最初建于公元665年（一说650年），彼时奥弗涅伯爵兼克莱蒙主教热内斯（Genès）在此创建了一个教会。中世纪中期，当地领主曾在此建有一处封建城堡（château féodal）。1240年，克莱蒙伯爵罗贝尔一世与沙马利耶尔的女伯爵联姻，沙马利耶尔以及附近多个区域成为奥弗涅多菲内的一部分。15世纪后，奥弗涅多菲内被波旁王朝继承，夏尔三世·德·波旁逝世后成为法兰西王国的皇室领土。17世纪中期，色当亲王国被划入法兰西，作为交换，沙马利耶尔被弗雷德里克·莫里斯·德·拉图尔·奥弗涅继承，成为奥弗涅地区拉图尔家族的一部分，直至法国大革命。1790年，沙马利耶尔成为多姆山省的一个市镇。工业革命期间，连接克莱蒙费朗和沙马利耶尔之间的有轨电车建成运营，后因设施老化而停运。1917年，法兰西银行在沙马利耶尔建立了一处国营铸币厂。20世纪后，随着克莱蒙费朗的城市扩张，当地人口数量快速增加。

## 地理

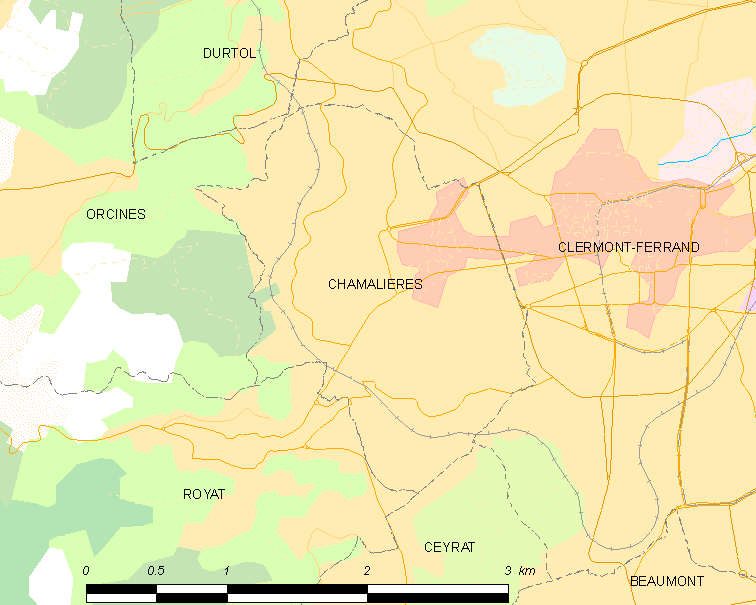
沙马利耶尔市镇范围地图

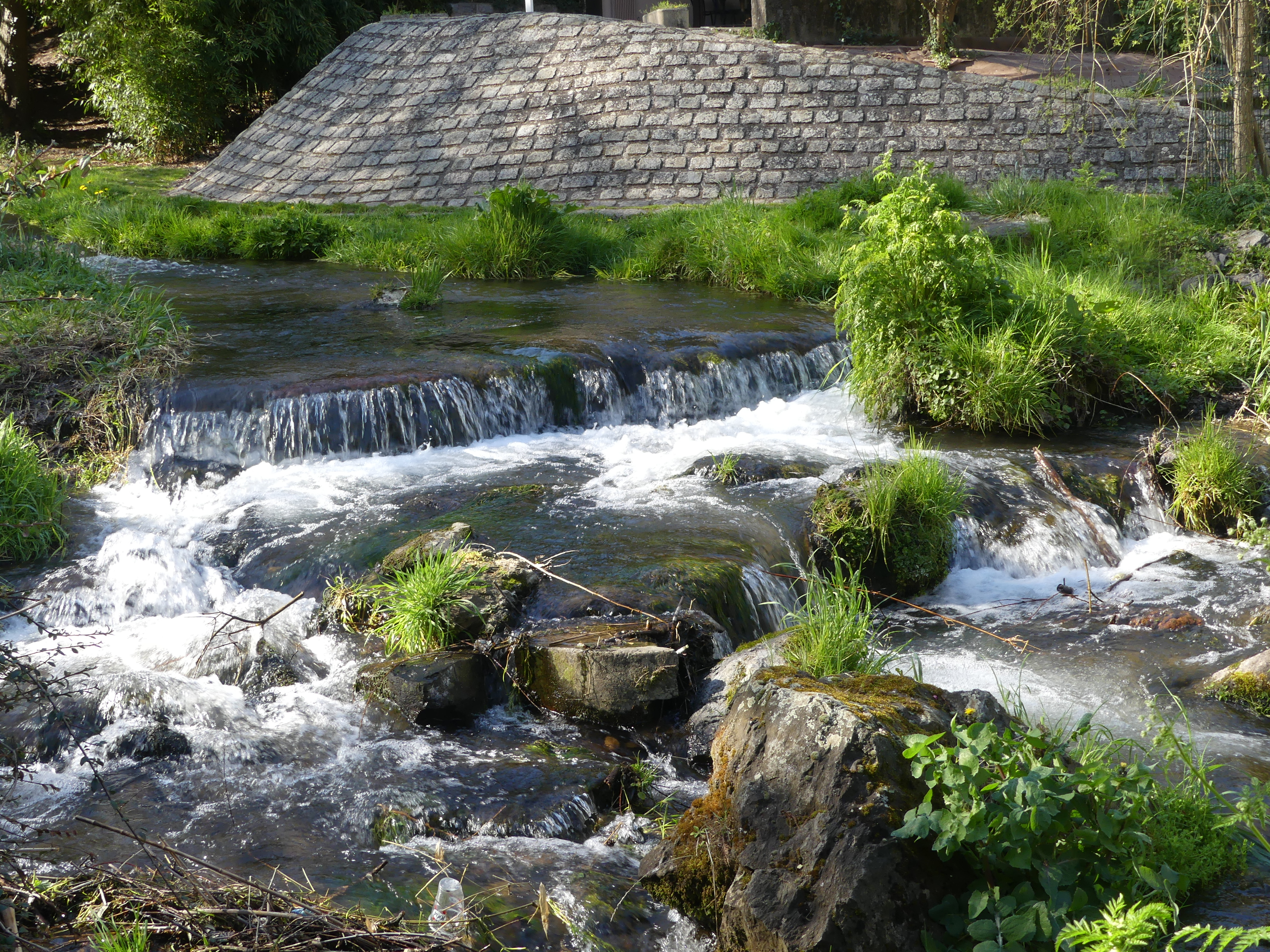
流经沙马利耶尔的蒂尔泰讷河

沙马利耶尔位于法国中南部，奥弗涅-罗讷-阿尔卑斯大区西部和多姆山省中部，距离省会克莱蒙费朗市政厅大约3公里。与沙马利耶尔接壤的市镇包括：迪尔托勒、克莱蒙费朗、奥尔西讷、鲁瓦亚和塞拉。

### 地形
沙马利耶尔位于利马涅平原西部的一处山前冲积地带，境内以丘陵为主，市镇中心地势较为平坦，全境海拔在385到582米之间。

### 水文
蒂尔泰讷河自西南向东北流经境内，该河沙马利耶尔段的水量较小，部分河段被人工建筑物覆盖，通过人工暗渠连接阿列河。

### 植被
沙马利耶尔属于温带阔叶混交林区，市政府东侧的蒙若利公园（Parc Montjoly）是当地主要的城市绿地公园，常年免费向公众开放。
在鲜花城市的评比中，沙马利耶尔被评为3星级鲜花城市。

### 气候
沙马利耶尔在柯本气候分类法中属于带有山地特征的温带海洋性气候，因距离海岸线较远，年温差略高且降水总量偏少，偶尔有极端天气发生。此外，因海拔相对偏高，地形较为封闭，沙马利耶尔也有一些山地气候的特征。
距离沙马利耶尔最近的常年气象站位于欧纳境内，以下为该气象站的数据：
| 欧纳1981年－2019年  | 欧纳1981年－2019年 | 欧纳1981年－2019年 | 欧纳1981年－2019年 | 欧纳1981年－2019年 | 欧纳1981年－2019年 | 欧纳1981年－2019年 | 欧纳1981年－2019年 | 欧纳1981年－2019年 | 欧纳1981年－2019年 | 欧纳1981年－2019年 | 欧纳1981年－2019年 | 欧纳1981年－2019年 | 欧纳1981年－2019年 |
| 月份                | 1月                | 2月                | 3月                | 4月                | 5月                | 6月                | 7月                | 8月                | 9月                | 10月               | 11月               | 12月               | 全年               |
| ------------------- | ------------------ | ------------------ | ------------------ | ------------------ | ------------------ | ------------------ | ------------------ | ------------------ | ------------------ | ------------------ | ------------------ | ------------------ | ------------------ |
| 历史最高温 °C（°F） | 22.1 (71.8)        | 25.9 (78.6)        | 26.6 (79.9)        | 31.3 (88.3)        | 33 (91)            | 40.9 (105.6)       | 40.7 (105.3)       | 39.6 (103.3)       | 36.8 (98.2)        | 32.2 (90.0)        | 30 (86)            | 21.9 (71.4)        | 40.9 (105.6)       |
| 平均高温 °C（°F）   | 7.6 (45.7)         | 9.2 (48.6)         | 13.1 (55.6)        | 15.7 (60.3)        | 19.9 (67.8)        | 23.4 (74.1)        | 26.5 (79.7)        | 26.1 (79.0)        | 22.3 (72.1)        | 17.6 (63.7)        | 11.3 (52.3)        | 8 (46)             | 16.7 (62.1)        |
| 日均气温 °C（°F）   | 3.7 (38.7)         | 4.8 (40.6)         | 7.9 (46.2)         | 10.2 (50.4)        | 14.3 (57.7)        | 17.6 (63.7)        | 20.3 (68.5)        | 19.9 (67.8)        | 16.5 (61.7)        | 12.8 (55.0)        | 7.3 (45.1)         | 4.4 (39.9)         | 11.6 (52.9)        |
| 平均低温 °C（°F）   | −0.1 (31.8)        | 0.3 (32.5)         | 2.7 (36.9)         | 4.7 (40.5)         | 8.7 (47.7)         | 11.9 (53.4)        | 14 (57)            | 13.7 (56.7)        | 10.6 (51.1)        | 7.9 (46.2)         | 3.3 (37.9)         | 0.8 (33.4)         | 6.5 (43.7)         |
| 历史最低温 °C（°F） | −23.1 (−9.6)       | −29 (−20)          | −21.3 (−6.3)       | −7.1 (19.2)        | −4.2 (24.4)        | 1 (34)             | 3.8 (38.8)         | 2.4 (36.3)         | −3 (27)            | −9.2 (15.4)        | −11.8 (10.8)       | −25.8 (−14.4)      | −29 (−20)          |
| 平均降水量 mm（）   | 26.7 (1.05)        | 21.8 (0.86)        | 25.8 (1.02)        | 53.4 (2.10)        | 76.8 (3.02)        | 72.9 (2.87)        | 54.9 (2.16)        | 61.9 (2.44)        | 65.6 (2.58)        | 49 (1.9)           | 39.5 (1.56)        | 30.6 (1.20)        | 578.9 (22.79)      |
| 月均日照時數        | 88.9               | 108.4              | 161.4              | 173.5              | 197.9              | 225.2              | 249.2              | 234.8              | 185.4              | 135.1              | 84                 | 69.2               | 1,913              |
| 来源：Infoclimat    |                    |                    |                    |                    |                    |                    |                    |                    |                    |                    |                    |                    |                    |

## 行政区划
沙马利耶尔的市镇编号为63075，邮政编号为63400。
在行政管理方面，沙马利耶尔隶属于法国奥弗涅-罗讷-阿尔卑斯大区多姆山省克莱蒙费朗区；在地方选举方面，沙马利耶尔是沙马利耶尔县的中央投票站所在地，其市镇范围全境被划入多姆山省第三选区；在社会管理方面，沙马利耶尔是克莱蒙奥弗涅都会区的组成部分。
沙马利耶尔市镇被划为九个街区，并实行街区自治制度。截至2023年3月，沙马利耶尔市镇范围内暂无城市敏感街区及城市政策优先街区。
法国国家统计与经济研究所（简称）在进行数据统计时，将沙马利耶尔及相邻的另外16个市镇设为克莱蒙费朗城市核心区，并将包括核心区在内的周边共182个市镇划为克莱蒙费朗城市区。自2020年起，克莱蒙费朗城市区被包含209个市镇的克莱蒙费朗城市辐射区代替。此外，还将沙马利耶尔市镇分为了8个“块区”（IRIS），以便于统计人口分布情况。

## 交通

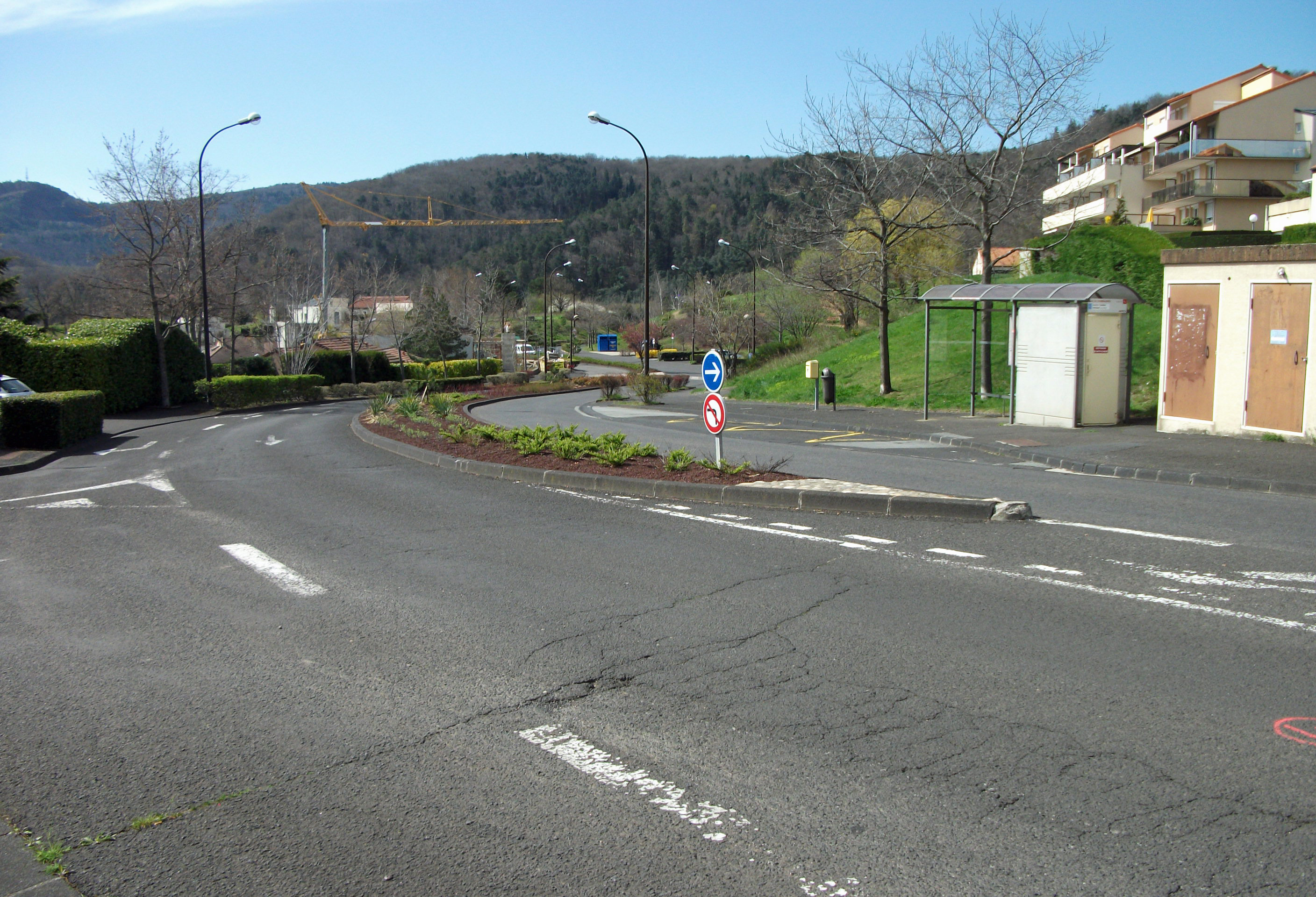
保罗·塞尚大街

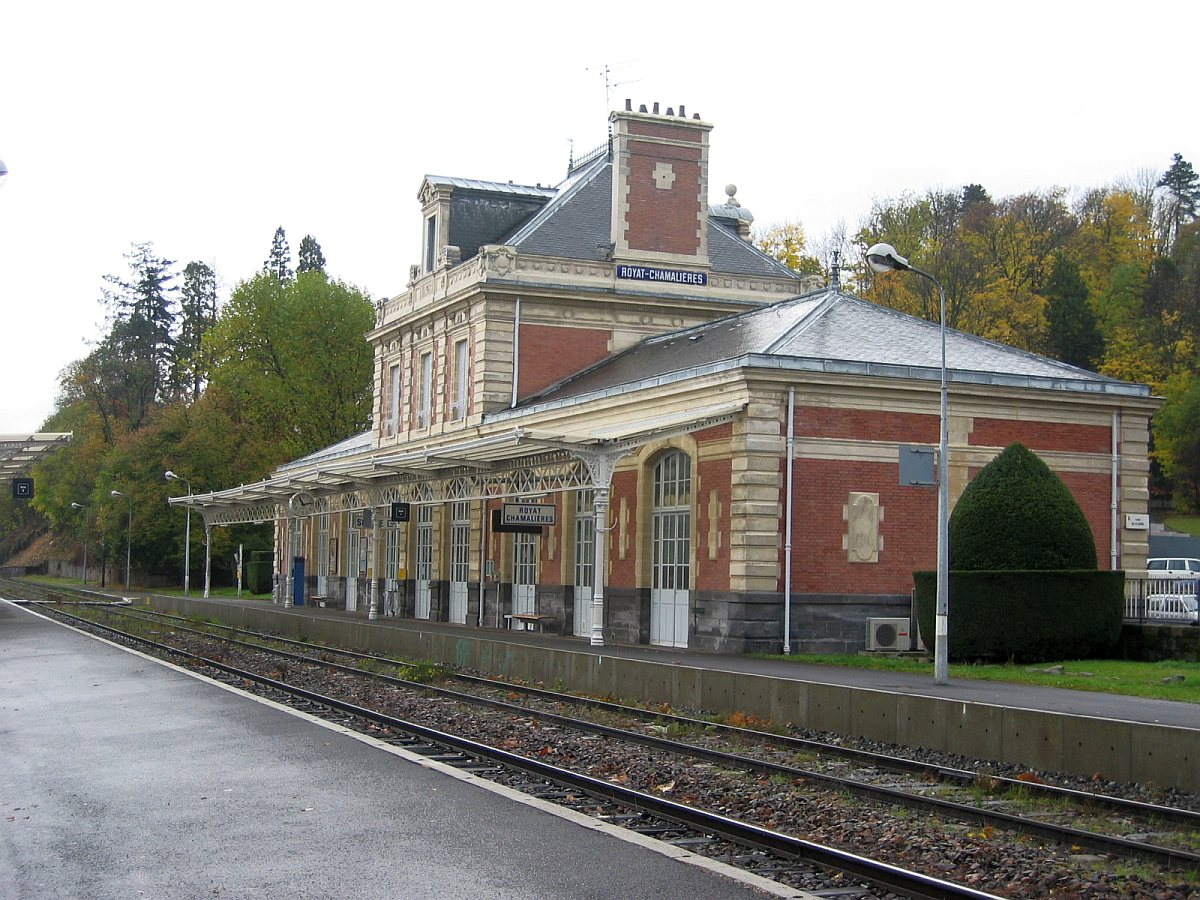
鲁瓦亚-沙马利耶尔火车站主站房

### 公路
多条多姆山省省道在沙马利耶尔境内交汇。奥弗涅-罗讷-阿尔卑斯大区下属的城际巴士P53线经过沙马利耶尔，可前往蓬托米尔以及沿线各市镇，仅学生上下课期间运营。
|  | 7.5 |

| 克莱蒙费朗 | 2 |

| 沃尔维克 | 14 |

| 库尔农 | 14 |

2018年，67.6%的沙马利耶尔家庭拥有至少一辆私人汽车。2019年，沙马利耶尔境内共发生各类交通事故10起，造成10人受伤。

### 铁路
沙马利耶尔位于埃居朗德-梅尔利讷－克莱蒙费朗铁路上。鲁瓦亚-沙马利耶尔站位于市区西南部，其主站房是法国国家文物保护单位，现该站是一个无人看守的铁路乘降所，停靠往返于克莱蒙费朗和沃尔维克一线的区域列车。

### 航空
距离沙马利耶尔最近的民用航空站为克莱蒙-欧纳机场，距离沙马利耶尔市中心的公路里程约9公里。

### 城市公共交通
沙马利耶尔是克莱蒙费朗城市公共交通（商业名称为）是服务范围，后者是克莱蒙奥弗涅都会区的城市公共交通系统。截至2021年11月，该系统共包括一条有轨电车线路和数十条公交线路，其中公交B线、C线和5路、10路、13路经过沙马利耶尔市区并设有站点。

## 政治

### 市政内阁

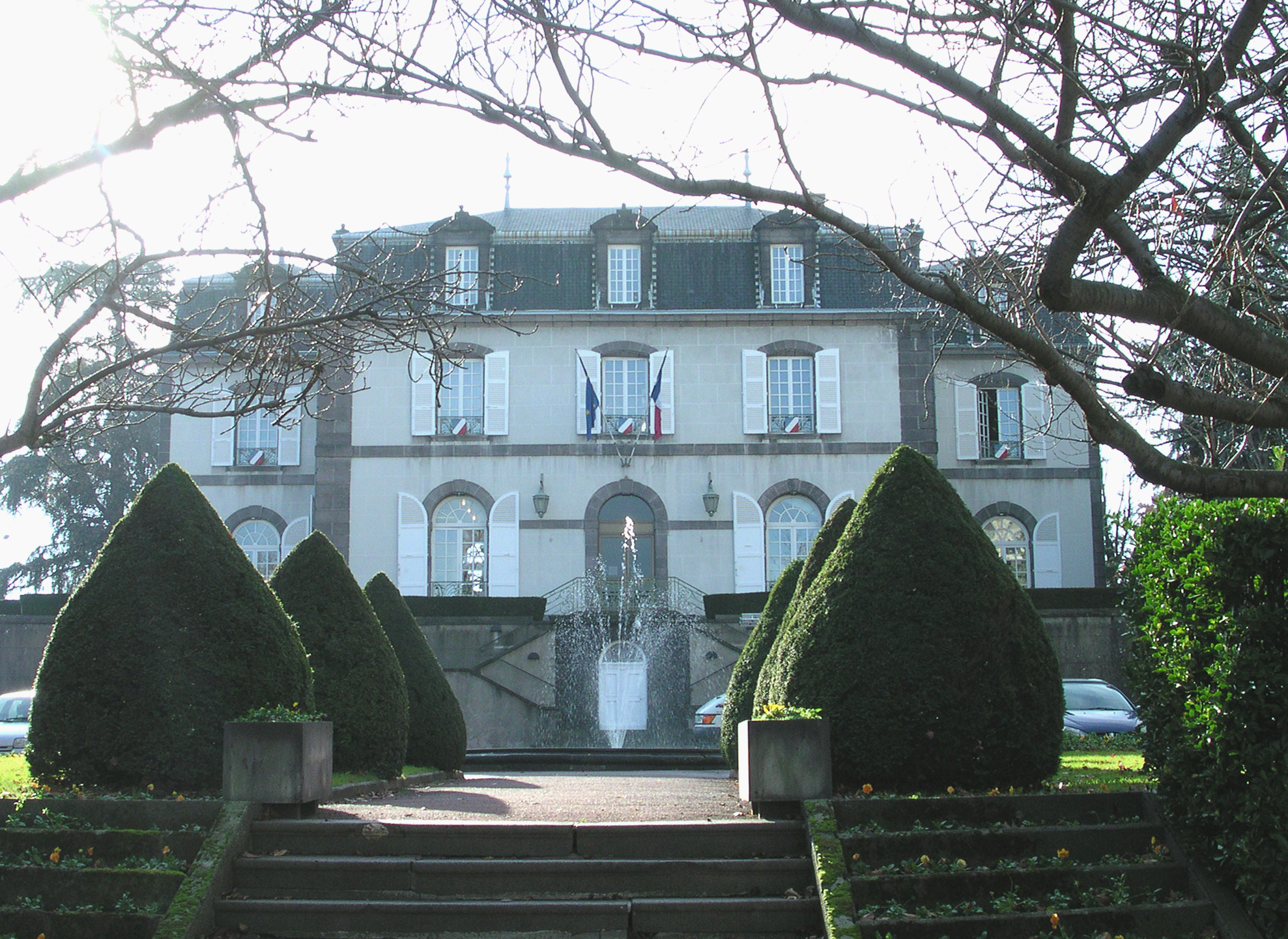
沙马利耶尔市政厅

沙马利耶尔的现任市长为路易·吉斯卡尔·德斯坦先生，他是民主人士和独立人士联盟的一名成员，在2020年的市政选举中获得了48.38%的支持率。
| 沙马利耶尔历届市长 |                                                 |                                            |
| 任期               | 市长                                            | 党派                                       |
| 1947年－1967年     | Pierre CHATROUSSE 皮埃尔·沙特鲁斯               | 不详                                       |
| 1967年－1974年     | Valéry GISCARD D'ESTAING 瓦莱里·吉斯卡尔·德斯坦 | RI独立激进党                               |
| 1974年－2005年     | Claude WOLFF 克洛德·沃尔夫                      | UDF法国民主联盟 →無黨籍 →DVD右翼无党派人士 |
| 2005年－           | Louis GISCARD D'ESTAING 路易·吉斯卡尔·德斯坦    | UMP人民运动联盟 →UDI民主人士和独立人士联盟 |

### 各级选举
| 沙马利耶尔历届投票选举结果 | 沙马利耶尔历届投票选举结果 | 沙马利耶尔历届投票选举结果 | 沙马利耶尔历届投票选举结果 | 沙马利耶尔历届投票选举结果      | 沙马利耶尔历届投票选举结果 | 沙马利耶尔历届投票选举结果 | 沙马利耶尔历届投票选举结果      | 沙马利耶尔历届投票选举结果 | 沙马利耶尔历届投票选举结果 |
| 选举项目                   | 选举范围                   | 选区单位                   | 选区单位内的选举结果       | 选区单位内的选举结果            | 选区单位内的选举结果       | 选区单位内的选举结果       | 选区单位内的选举结果            | 选区单位内的选举结果       | 参考资料                   |
| 选举项目                   | 选举范围                   | 选区单位                   | 第一轮胜出者               | 第一轮胜出者                    | 支持率                     | 第二轮胜出者               | 第二轮胜出者                    | 支持率                     | 参考资料                   |
| -------------------------- | -------------------------- | -------------------------- | -------------------------- | ------------------------------- | -------------------------- | -------------------------- | ------------------------------- | -------------------------- | -------------------------- |
| 2017年法國總統選舉         | 法國                       | 市镇                       |                            | 埃马纽埃尔·马克龙               | 33.03%                     |                            | 埃马纽埃尔·马克龙               | 83.32%                     | [ 28 ]                     |
| 2017年法国立法选举         | 多姆山省第三选区           | 市镇                       |                            | 劳伦斯·维希涅夫斯基             | 40.02%                     |                            | 路易·吉斯卡尔·德斯坦            | 50.83%                     | [ 28 ]                     |
| 2019年欧洲议会选举         | 法國                       | 市镇                       |                            | 娜塔莉·卢瓦索                   | 31.69%                     | （不适用）                 | （不适用）                      | （不适用）                 | [ 29 ]                     |
| 2021年法国省级选举         | 多姆山省                   | 县                         |                            | 让-皮埃尔·吕诺 玛丽-安娜·马尔希 | 41.73%                     |                            | 让-皮埃尔·吕诺 玛丽-安娜·马尔希 | 68.2%                      | [ 30 ]                     |
| 2021年法国省级选举         | 多姆山省                   | 市镇                       |                            | 让-皮埃尔·吕诺 玛丽-安娜·马尔希 | 42.84%                     |                            | 让-皮埃尔·吕诺 玛丽-安娜·马尔希 | 68.77%                     | [ 30 ]                     |
| 2021年法国大区选举         |                            | 市镇                       |                            | 洛朗·沃基耶                     | 53.19%                     |                            | 洛朗·沃基耶                     | 63.91%                     | [ 31 ]                     |
| 2022年法国总统选举         | 法國                       | 市镇                       |                            | 埃马纽埃尔·马克龙               | 39.35%                     |                            | 埃马纽埃尔·马克龙               | 75.73%                     | [ 28 ]                     |
| 2022年法国立法选举         | 多姆山省第三选区           | 市镇                       |                            | 劳伦斯·维希涅夫斯基             | 34.43%                     |                            | 劳伦斯·维希涅夫斯基             | 64.91%                     | [ 28 ]                     |

## 人口
2019年，沙马利耶尔市镇人口数量为17,276，在法国排名第550位。其中男性7,549人，女性9,727人，75岁及以上人口占13.0%，外籍人口数量为547人，人口密度为4,582人/平方公里，当地居民被称为（男性）或（女性）。2020年，沙马利耶尔境内出生129人，死亡人口193人。
| 沙马利耶尔1901年－2020年人口变化情况 |
|                                      |
| 数据来源：Cassini、INSEE             |

## 经济

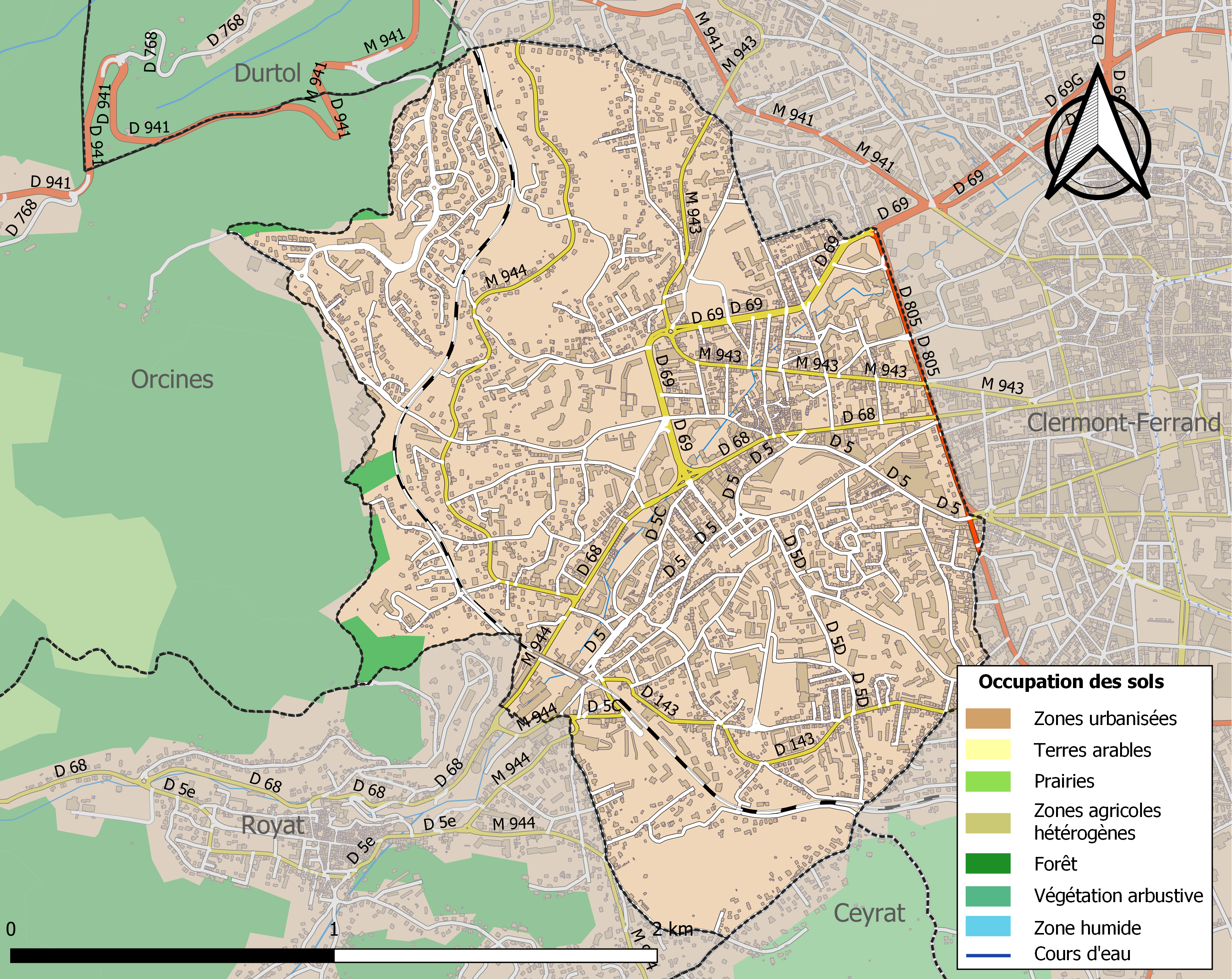
沙马利耶尔土地利用情况地图

截止2021年11月，沙马利耶尔共有各类用人单位（包含自雇）2,930家，平均历史为16年，其中99.62%为中小型企业（PME）。（电气安装）、（鞋类销售）及（小企业资助）是当地2020年营业额最高的三个企业，分别为16,437,892欧元、2,978,409欧元和2,545,180欧元。

## 财政收入
2021年，沙马利耶尔的财政收入总额为19,913,900欧元，财政支出总额为18,501,200欧元，当年的债务总额为18,729,200欧元。2021年，沙马利耶尔市镇通过增值税获得351,030欧元的收入，此外当地还共获得了443,140欧元的国家直接财政补助。
2020年，沙马利耶尔的人均月收入总额为2,854欧元，其中高级职员为4,612欧元，高于法国平均水平（4,230欧元）；中级职员为2,348欧元，低于法国平均水平（2,411欧元）；普通职员为1,810欧元，高于法国平均水平（1,740欧元）。
2019年，沙马利耶尔境内的贫困率为9%，青壮年（15至64岁）失业率为9.2%；当地66.3%的家庭拥有纳税资格，平均纳税5,475欧元，高于法国平均水平（3,910欧元）。

## 社会事务

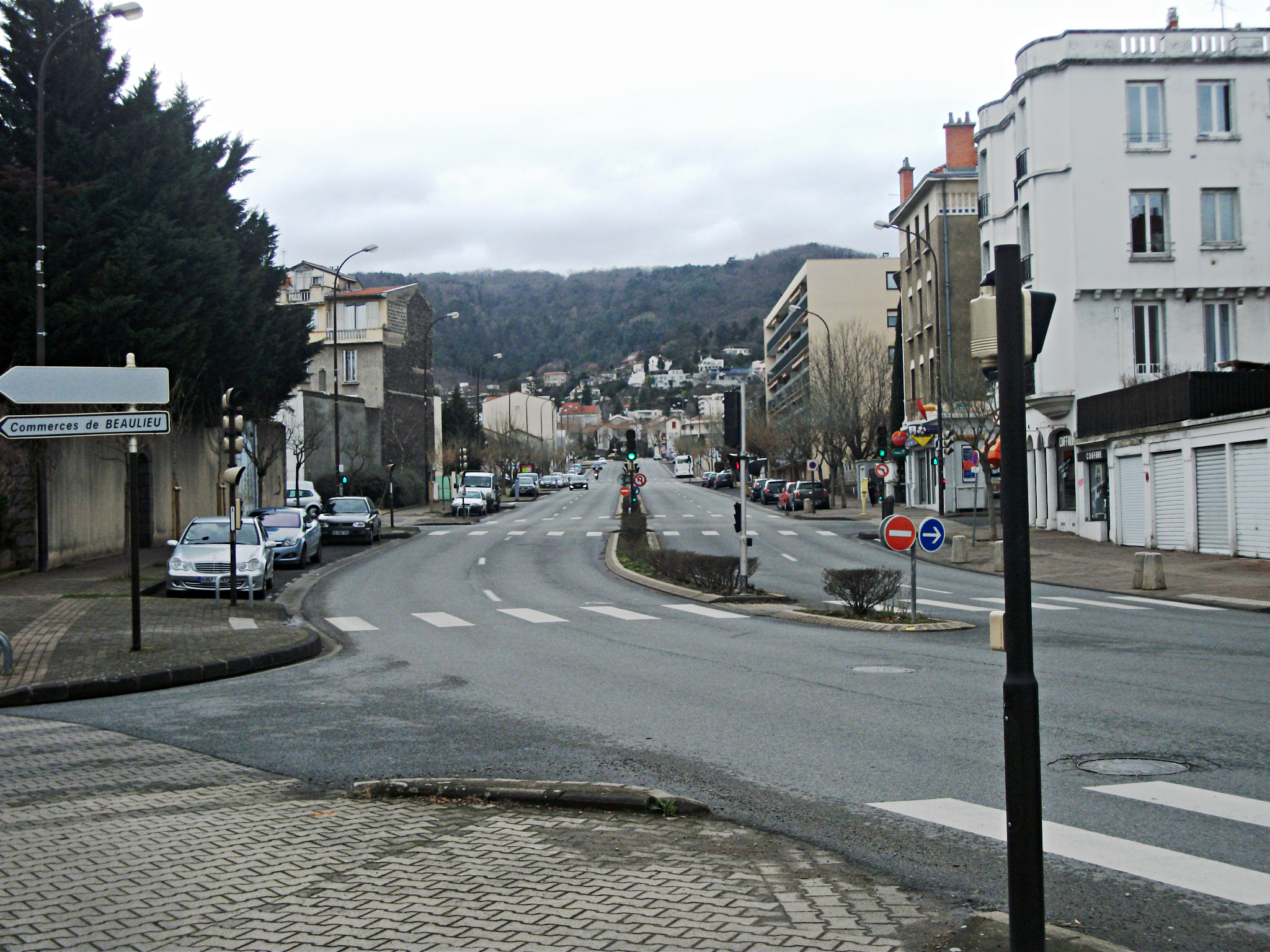
伏尔泰大街

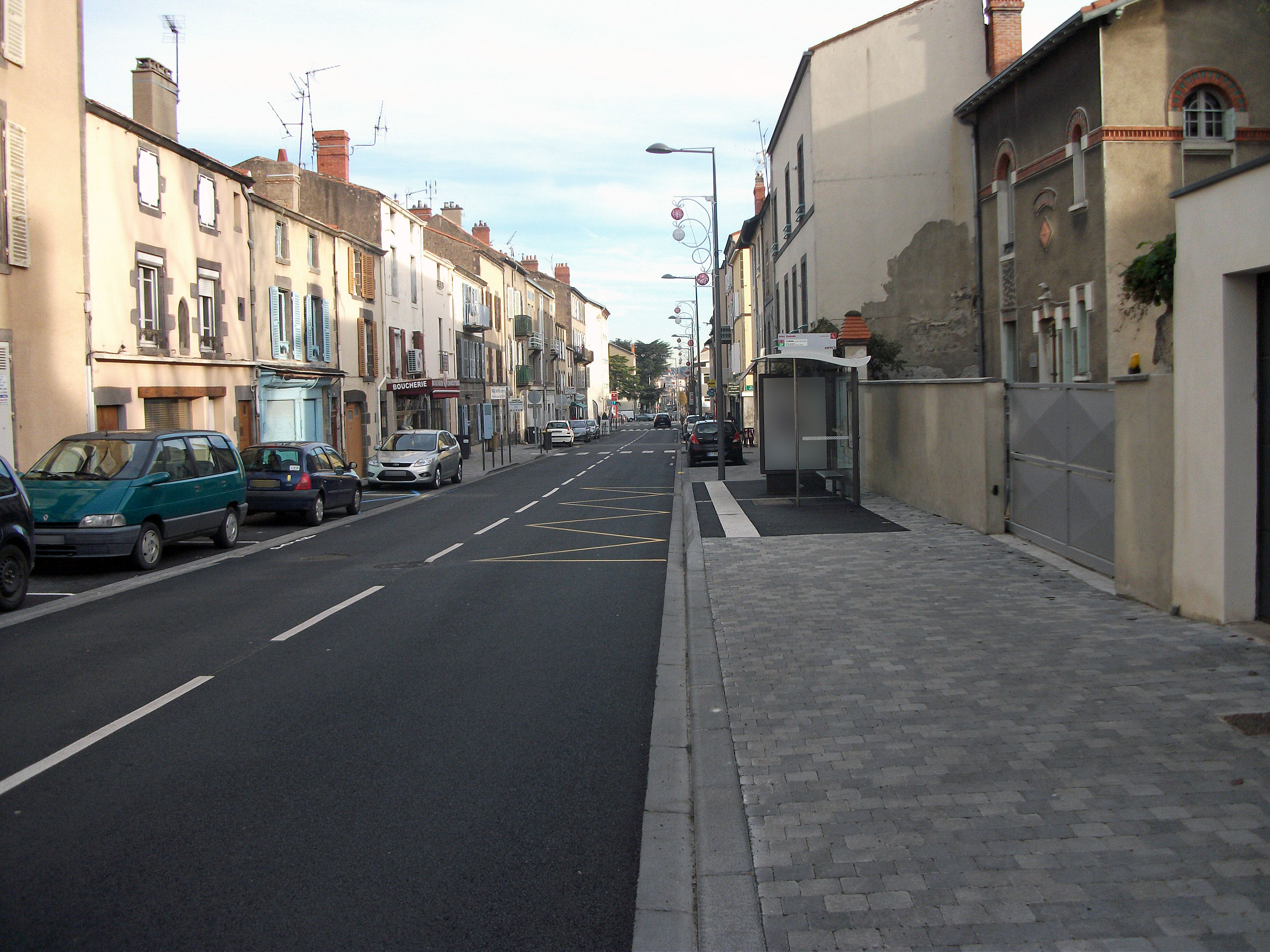
约瑟夫·克洛萨大街

### 教育
沙马利耶尔属于克莱蒙费朗学区。截止2020年1月1日，沙马利耶尔境内共有3所幼儿园、5所小学、2所初级中学和2所普通高中。2018至2019学年度，沙马利耶尔境内共有在校中等教育阶段学生2,796名。
在高等教育方面，克莱蒙-奥弗涅大学下属的国立高等师范教育学院在沙马利耶尔设有一个校区。

### 医疗
截止2020年1月1日，沙马利耶尔境内共有全科医生23名、保健师32名、牙医25名、护士40名、眼科医生3名、皮肤科医生3名、助产士1名、儿科医生7名和妇科医生3名。境内共有药房8家、养老院2家、残疾人帮扶中心1家。
沙马利耶尔是克莱蒙费朗大学中心医院的服务范围，后者是法国的一个区域性医疗机构，其主病区加布里埃尔·蒙皮耶医院（Hôpital Gabriel-Montpied）位于克莱蒙费朗市区南部，距离沙马利耶尔市区的正常车程在15分钟以内，该院设有床位1,095个，是当地规模最大的公立综合性医院。

### 住房
2019年，沙马利耶尔境内共有各类住房12,237套，其中17.2%为独立式居民区，82.2%为集中式居民区。常住房屋占沙马利耶尔市镇范围内居民建筑总量的80.4%。
在住房保障政策方面，2020年，沙马利耶尔境内共有1,876户家庭获得了住房经济补助，受益人数占总人口数量的10.9%，其中1,833份为房租补助。

### 商业
2021年，沙马利耶尔境内共有各类实体商铺242家，其中餐厅28家、大型超市2家、杂货店5家、面包房9家、肉铺4家、书店3家、装饰品店1家、银行门店12家、美容美发店28家、汽车维修店11家。沙马利耶尔市中心建有一家欧尚大型超市。

### 体育
2021年，沙马利耶尔境内共有1家游泳池、2间体育馆、1处足球或橄榄球场以及4处篮球或排球场。
截至2021年11月，沙马利耶尔足球俱乐部是当地唯一的注册足球队，该队成立于1965年，2021至2022赛季参加奥弗涅-罗讷-阿尔卑斯大区足球联赛。

### 环境
沙马利耶尔的环境事务由其所属的公共社区负责。2019年，沙马利耶尔境内暂无污染企业。

### 治安
2019年，沙马利耶尔市镇范围内有1处宪兵队。
沙马利耶尔所在地是克莱蒙费朗宪兵总队的管辖范围。2020年，该宪兵总队辖区内共6个市镇累计发生各类案件12,443起，其中盗窃类案件7,372起，经济类案件1,693起，毒品交易类案件455起。

## 文化

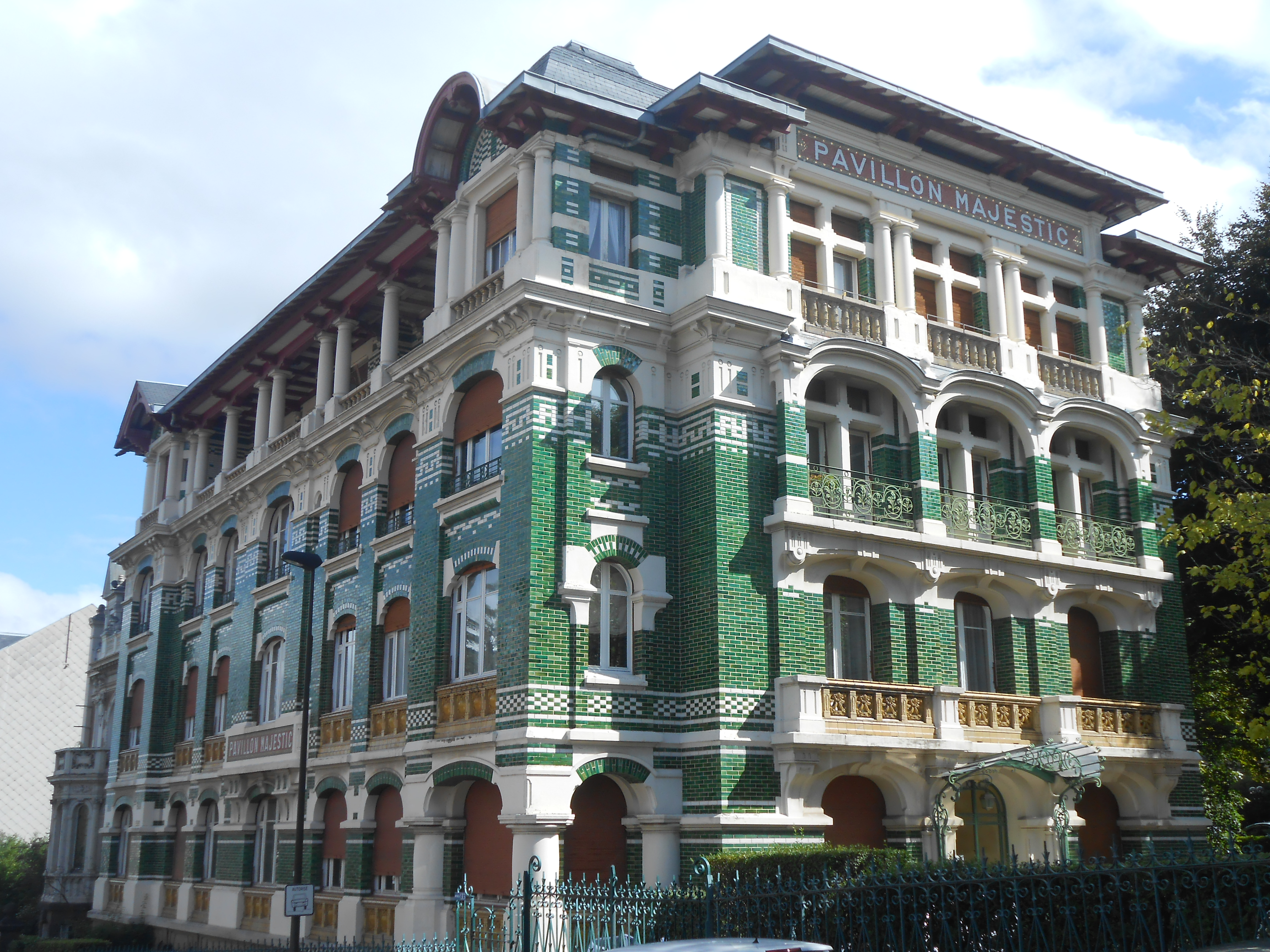
马热斯蒂克酒店

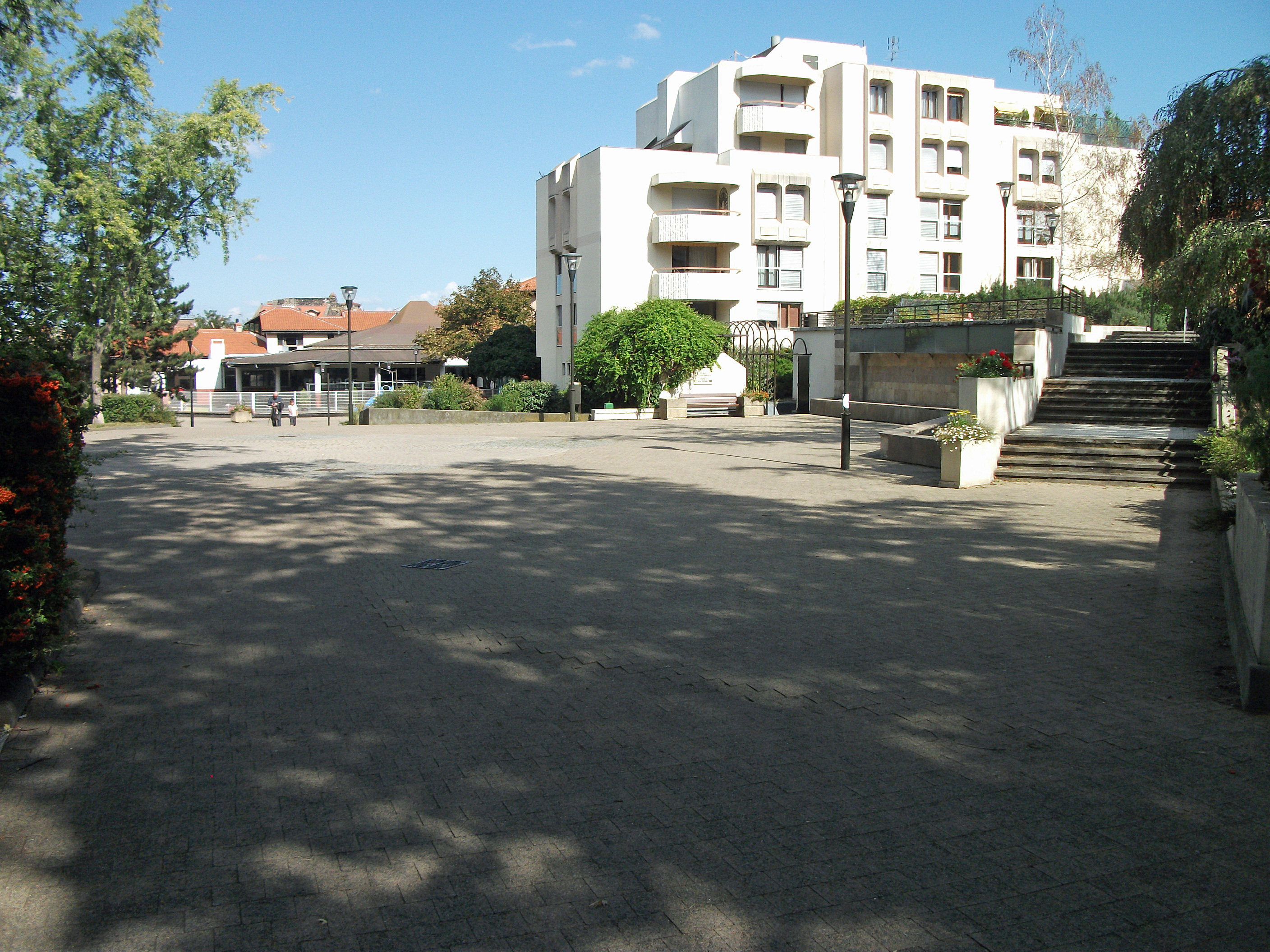
盖雷茨里德广场

2020年，沙马利耶尔境内暂无任何文化设施。克莱蒙奥弗涅都会区在沙马利耶尔建有阿梅莉·米拉多媒体中心（Médiathèque Amélie Murat），每周二至六向公众开放。

### 建筑
沙马利耶尔境内有多处历史建筑，其中珀宗大楼、马热斯蒂克酒店等为法国国家文物保护单位。

### 旅游
沙马利耶尔的旅游事务由其所属的公共社区负责。2022年，沙马利耶尔境内共有2家酒店共计79间房间。

### 媒体
法国主要的媒体均可在沙马利耶尔接收，法国电视三台下属的奥弗涅-罗讷-阿尔卑斯大区频道在部分时段播出沙马利耶尔所属区域的地方新闻。

## 相关人物
法国政治家米歇尔·沙拉斯和雷诺·加缪出生于沙马利耶尔。

## 友好城市
截至2021年11月，沙马利耶尔共与一座城市互为友好城市关系：
- 德国 盖雷茨里德[59]